# Christian Leben

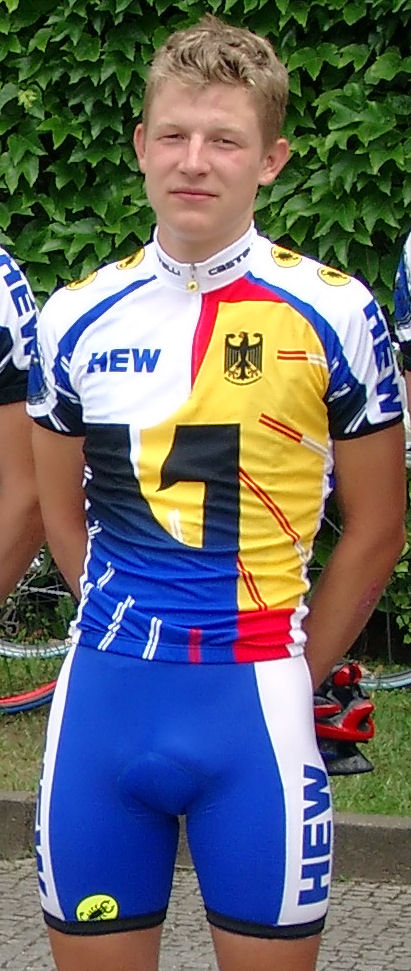
Christian Leben

Christian Leben (* 6. April 1985 in Hannover) ist ein ehemaliger deutscher Radrennfahrer.
Lebens bedeutendster internationaler Erfolg war ein Etappensieg bei der Mainfranken-Tour im Jahr 2005, einem Etappenrennen des internationalen Kalenders. 2008 gewann er eine Etappe bei der Teneriffa-Rundfahrt, die im spanischen Kalender registriert war. Bei Deutschen Straßenmeisterschaften der U23 platzierte er 2004 sich als Fünfter im Straßenrennen und 2006 als Vierter im Straßenrennen und Fünfter im Einzelzeitfahren. In der Rad-Bundesliga 2004 wurde er Gesamtsechster.

## Teams
- 2005  Team Akud Arnolds Sicherheit
- 2006  Wiesenhof-AKUD
- 2007  Team Wiesenhof-Felt
- 2008  Team 3C Gruppe